# Serie A 1933/1934
Soutěžní ročník Serie A 1933/1934 byl 34. ročník nejvyšší italské fotbalové ligy a 5. ročník pod názvem Serie A. Konal se od 10. září 1933 do 29. dubna 1934. Soutěž vyhrál pošesté ve své klubové kariéře a obhájce minulých tří titulu Juventus.
Nejlepším střelcem se opět stal italský hráč Felice Borel (Juventus), který vstřelil 31 branek.

## Události

### Před sezonou
Nováčci z druhé ligy se staly Livorno a Brescia, které nahradily sestupující Bari a Pro Patrii. 
Juventus, jakož to obhájce titulu z minulých tří sezon, se o velká jména neposílil, ale přišel teprve 20letý Teobaldo Depetrini (Pro Vercelli), který nahradil Muneratiho odcházejícího po 10 letech do Sampierdarenese. Klub Ambrosiana-Inter se posílil o Pitta (Fiorentina), z Uruguaye přišel Faccio aby nahradil Rivoltu, který posílil Neapol, která si pořídila ještě střelce Rossettiho (Turín). Do Livorna se po třech letech vrátil Magnozzi (Milán) a také přišel nejlepší střelec Turína minulé sezony Giovanni Busoni. Turín se po odchodech svou střelců rozhodl angažovat 30letého útočníka Vecchinu (Juventus) a obránce Zanelliho (Pro Vercelli). Do Říma přišli z Argentiny Scopelli a Guaita aby nahradili Volka (Pisa). Z Boloně odešel na rok domů do Uruguaye Sansone a konec kariéry oznámili Genovesi a Baldi, jediný kdo přišel byl Corsi (Padova). Domů do Uruguaye odešel také fiorentinský Petrone. Za nováčka Brescii již začal hrát teprve 17letý Ugo Locatelli a konec kariéry oznámil Giovanni De Prà, kterého nahradil v Janovské brance Ugo Amoretti (Padova).
FIGC se rozhodla že od příští sezony se bude hrát již se 16 účastníky místo 18 a tak muselo sestoupit do druhé ligy tři kluby a naopak jeden klub mohl z druhé ligy postoupit.

### Během sezony
Od začátku sezony se skvěle vedlo klubu Ambrosiana-Inter, která porazila i obhájce titulu Juventus 3:2 a v odvetě na jejím novém stadionu Stadio Benito Mussolini hrály 0:0. Jenže závěr sezony byl pro Nerazzurri katastrofální. Bianconeri měli 12zápasovou šňůru bez prohry a od 29. kola šli do vedení, protože Ambrosiana-Inter nezvládala vyhrávat zápasy venku. Nakonec titul vyhrál počtvrté v řadě Juventus o čtyři body před druhou Ambrosianou. Třetí skončila opět Neapol.
V zóně sestupu se překvapivě ocitly kluby Turín a nejúspěšnější klub té doby Janov. Od začátku sezony se na konci tabulky ocitlo Casale a bylo první co měl jistý sestup. Turín se nakonec o dva body zachránil. Janov, který měl finanční problémy se nezachránil a poprvé ve své klubové historii sestoupilo. Třetím sestupujícím byla Padova.

## Účastníci
| Klub             | Město             | Stadion                       | Trenér                                                                | Nejlepší střelec                        |
| ---------------- | ----------------- | ----------------------------- | --------------------------------------------------------------------- | --------------------------------------- |
| Alessandria      | Alessandria       | Campo del Littorio            | Ferenc Molnár (1.–12. kolo) Franz Hänsel                              | Alfredo Notti (16)                      |
| Ambrosiana-Inter | Milán             | Arena Civica                  | Árpád Weisz                                                           | Giuseppe Meazza (21)                    |
| Boloňa           | Boloňa            | Stadio del Littoriale         | Achille Gama (1.–11. kolo) Bernardo Perin (12.–18. kolo) Lajos Kovács | Francisco Fedullo (14)                  |
| Brescia          | Brescia           | Stadium di viale Piave        | György Hlavay                                                         | Angelo Gibertoni (6)                    |
| Casale           | Casale Monferrato | Stadio Natale Palli           | Secondo Siviardo (1.–5. kolo) Lajos Czeizler                          | Angelo Schiavetta (6)                   |
| Fiorentina       | Florencie         | Stadio Giovanni Berta         | Wilhelm Rady (1.–10. kolo) József Ging                                | Vinicio Viani (16)                      |
| Janov            | Janov             | Campo Sportivo Luigi Ferraris | József Nagy                                                           | Alfredo Mazzoni (8)                     |
| Juventus         | Turín             | Stadio Benito Mussolini       | Carlo Carcano                                                         | Felice Borel (31)                       |
| Lazio            | Řím               | Stadio Nazionale              | Karl Stürmer                                                          | Anfilogino Guarisi (12)                 |
| Livorno          | Livorno           | Stadio Edda Ciano Mussolini   | Gyula Lelovics                                                        | Giovanni Busoni (24)                    |
| Milán            | Milán             | Campo San Siro                | József Viola                                                          | Pietro Arcari (16)                      |
| Neapol           | Neapol            | Stadio Giorgio Ascarelli      | William Garbutt                                                       | Antonio Vojak (21)                      |
| Padova           | Padova            | Stadio Silvio Appiani         | János Vanicsek                                                        | Aldo Spivach (9)                        |
| Palermo          | Palermo           | Stadio del Littorio           | Gyula Feldmann                                                        | Aldo Giuseppe Borel (12)                |
| Pro Vercelli     | Vercelli          | Stadio Leonida Robbiano       | Guido Ara                                                             | Silvio Piola (15)                       |
| Řím              | Řím               | Campo Testaccio               | Luigi Barbesino                                                       | Enrique Guaita, Alejandro Scopelli (14) |
| Turín            | Turín             | Stadio Filadelfia             | Augusto Rangone (1.–9. kolo) Eugen Payer                              | Onesto Silano (11)                      |
| Triestina        | Terst             | Campo del Littorio            | Károly Csapkay                                                        | Nereo Rocco (16)                        |

## Tabulka
| Poř. | Tým              | Z  | V  | R  | P  | VG | OG | B  |
| ---- | ---------------- | -- | -- | -- | -- | -- | -- | -- |
| 1.   | Juventus         | 34 | 23 | 7  | 4  | 88 | 31 | 53 |
| 2.   | Ambrosiana-Inter | 34 | 20 | 9  | 5  | 66 | 24 | 49 |
| 3.   | Neapol           | 34 | 19 | 8  | 7  | 46 | 30 | 46 |
| 4.   | Boloňa           | 34 | 16 | 10 | 8  | 53 | 33 | 42 |
| 5.   | Řím              | 34 | 16 | 8  | 10 | 56 | 32 | 40 |
| 6.   | Fiorentina       | 34 | 12 | 12 | 10 | 46 | 53 | 36 |
| 7.   | Pro Vercelli     | 34 | 12 | 10 | 12 | 41 | 37 | 34 |
| 8.   | Livorno          | 34 | 11 | 12 | 11 | 47 | 45 | 34 |
| 9.   | Milán            | 34 | 12 | 9  | 13 | 40 | 49 | 33 |
| 10.  | Lazio            | 34 | 11 | 9  | 14 | 48 | 66 | 31 |
| 11.  | Triestina        | 34 | 10 | 10 | 14 | 38 | 40 | 30 |
| 12.  | Brescia          | 34 | 11 | 7  | 16 | 39 | 47 | 29 |
| 13.  | Turín            | 34 | 9  | 11 | 14 | 47 | 57 | 29 |
| 14.  | Alessandria      | 34 | 12 | 5  | 17 | 43 | 54 | 29 |
| 15.  | Palermo          | 34 | 10 | 9  | 15 | 39 | 51 | 29 |
| 16.  | Padova           | 34 | 9  | 9  | 16 | 32 | 49 | 27 |
| 17.  | Janov            | 34 | 8  | 8  | 18 | 33 | 55 | 24 |
| 18.  | Casale           | 34 | 4  | 9  | 21 | 32 | 91 | 17 |

Poznámky
- Z = Odehrané zápasy; V = Vítězství; R = Remízy; P = Prohry; VG = Vstřelené góly; OG = Obdržené góly; B = Body
- za výhru 2 body, za remízu 1 bod, za prohru 0 bodů.
- při rovnosti bodů rozhodoval rozdíl mezi vstřelených a obdržených branek.

|  | Mistr ligy + kvalifikoval se na Středoevropský pohár 1934 |
|  | Kvalifikoval se na Středoevropský pohár 1934              |
|  | Sestup do Serie B                                         |

## Statistiky

### Výsledková tabulka
|              | Alessandria | Ambrosiana | Boloňa | Brescia | Casale | Fiorentina | Janov | Juventus | Lazio | Livorno | Milán | Neapol | Padova | Palermo | Pro Vercelli | Řím | Turín | Triestina |
| ------------ | ----------- | ---------- | ------ | ------- | ------ | ---------- | ----- | -------- | ----- | ------- | ----- | ------ | ------ | ------- | ------------ | --- | ----- | --------- |
| Alessandria  | –           | 0:2        | 2:2    | 1:0     | 4:1    | 3:1        | 3:1   | 2:1      | 3:2   | 2:1     | 1:1   | 1:0    | 3:0    | 2:1     | 0:1          | 1:1 | 3:1   | 1:0       |
| Ambrosiana   | 4:1         | –          | 2:0    | 1:0     | 9:0    | 2:4        | 5:0   | 3:2      | 8:1   | 1:2     | 3:0   | 2:1    | 1:0    | 3:1     | 2:0          | 0:0 | 0:0   | 2:1       |
| Boloňa       | 4:1         | 0:1        | -      | 4:1     | 2:0    | 0:0        | 3:0   | 2:2      | 0:0   | 1:0     | 2:1   | 3:0    | 3:0    | 4:1     | 4:1          | 1:0 | 2:2   | 2:0       |
| Brescia      | 2:1         | 1:1        | 1:2    | –       | 3:1    | 4:0        | 3:1   | 1:2      | 0:0   | 1:1     | 3:0   | 1:1    | 1:0    | 1:1     | 1:0          | 1:0 | 1:0   | 3:2       |
| Casale       | 2:1         | 0:1        | 0:3    | 1:0     | –      | 2:2        | 2:1   | 0:3      | 1:1   | 4:4     | 0:0   | 1:4    | 0:0    | 2:2     | 1:1          | 0:2 | 3:2   | 1:1       |
| Fiorentina   | 0:0         | 1:0        | 3:0    | 2:0     | 2:2    | –          | 2:1   | 2:2      | 2:0   | 1:0     | 1:0   | 0:1    | 3:0    | 4:1     | 1:1          | 1:3 | 1:1   | 1:1       |
| Janov        | 1:0         | 0:0        | 1:0    | 3:1     | 5:0    | 1:2        | –     | 0:2      | 1:2   | 2:0     | 2:2   | 1:1    | 1:0    | 1:1     | 3:0          | 1:0 | 2:2   | 0:1       |
| Juventus     | 3:1         | 0:0        | 4:1    | 5:1     | 6:1    | 5:0        | 8:1   | –        | 2:2   | 4:1     | 4:0   | 2:0    | 5:1    | 1:1     | 3:0          | 3:1 | 4:0   | 1:1       |
| Lazio        | 1:0         | 1:4        | 3:3    | 3:2     | 2:1    | 2:2        | 3:2   | 0:2      | –     | 3:0     | 4:0   | 0:2    | 3:2    | 1:0     | 1:1          | 3:3 | 1:0   | 2:0       |
| Livorno      | 3:2         | 2:2        | 0:0    | 0:0     | 5:0    | 3:0        | 0:0   | 0:0      | 4:1   | –       | 4:0   | 0:1    | 3:1    | 3:2     | 1:1          | 1:3 | 2:0   | 2:1       |
| Milán        | 3:0         | 1:2        | 1:1    | 4:0     | 6:2    | 2:0        | 1:0   | 3:1      | 4:2   | 3:1     | –     | 0:2    | 2:2    | 1:0     | 2:0          | 1:0 | 4:0   | 0:1       |
| Neapol       | 2:1         | 2:1        | 1:0    | 1:0     | 2:1    | 1:1        | 0:0   | 2:0      | 2:1   | 0:0     | 1:0   | –      | 1:1    | 3:0     | 1:0          | 1:2 | 5:2   | 2:0       |
| Padova       | 1:0         | 1:2        | 0:0    | 2:1     | 2:0    | 0:0        | 0:0   | 1:2      | 2:0   | 1:1     | 0:0   | 3:1    | –      | 3:1     | 1:1          | 1:0 | 1:0   | 2:0       |
| Palermo      | 2:1         | 1:1        | 2:1    | 2:2     | 3:0    | 0:0        | 2:0   | 0:1      | 1:0   | 3:2     | 2:1   | 1:2    | 2:1    | –       | 2:1          | 0:0 | 0:0   | 2:1       |
| Pro Vercelli | 1:0         | 0:0        | 2:0    | 2:1     | 4:1    | 7:2        | 2:0   | 0:2      | 2:0   | 0:0     | 2:1   | 0:0    | 4:0    | 3:0     | –            | 1:2 | 1:0   | 1:1       |
| Řím          | 5:1         | 0:1        | 0:1    | 2:1     | 1:0    | 2:1        | 3:0   | 2:3      | 5:0   | 0:0     | 1:1   | 1:2    | 2:0    | 2:1     | 2:0          | –   | 7:0   | 0:0       |
| Turín        | 1:1         | 1:0        | 0:1    | 1:0     | 5:2    | 4:1        | 3:1   | 1:2      | 1:1   | 5:0     | 3:3   | 0:0    | 4:2    | 2:1     | 0:0          | 3:6 | –     | 2:1       |
| Triestina    | 3:0         | 0:0        | 1:1    | 0:1     | 2:0    | 2:3        | 1:0   | 0:1      | 4:2   | 0:1     | 2:2   | 4:1    | 2:1    | 1:0     | 2:1          | 1:1 | 1:1   | –         |

### Střelecká listina
| Pořadí | Jméno            | Klub             | Branky |
| ------ | ---------------- | ---------------- | ------ |
| 1.     | Felice Borel     | Juventus         | 31     |
| 2.     | Giovanni Busoni  | Livorno          | 24     |
| 3.     | Giuseppe Meazza  | Ambrosiana-Inter | 21     |
| 3.     | Antonio Vojak    | Neapol           | 21     |
| 5.     | Pietro Arcari    | Milán            | 16     |
| 5.     | Giovanni Ferrari | Juventus         | 16     |
| 5.     | Alfredo Notti    | Alessandria      | 16     |
| 5.     | Vinicio Viani    | Fiorentina       | 16     |
| 5.     | Nereo Rocco      | Triestina        | 16     |
| 9.     | Silvio Piola     | Pro Vercelli     | 15     |
| 9.     | Enrique Guaita   | Řím              | 15     |

## Vítěz
| Serie A Vítěz pro rok 1933/34 |
| ----------------------------- |
| Juventus FC                   |
|                               |